# CONIFA
Confederation of Independent Football Associations, zkráceně CONIFA je mezinárodní fotbalový orgán pro reprezentace, které nejsou členy FIFA. Byl založen v roce 2013. Prezidentem je Per-Anders Blind že Švédska. CONIFA pořádá své vlastní mistrovství světa.

## Turnaje

### Mužské turnaje
- Mistrovství světa ve fotbale CONIFA
- Asijský pohár
- Evropský pohár
- Africký pohár
- North American Football Cup CONIFA
- Oceánský pohár
- Jihoamerický pohár

#### Klubové soutěže
- Liga de Balompié Mexicano (člen CONIFA)

### Ženské turnaje
- Mistrovství světa ve fotbale žen CONIFA
- Asijský pohár žen

### Futsalové turnaje
- CONIFA No Limits Mediterranean Futsal Cup

## Ženský fotbal
První ženský zápas v rámci CONIFA se odehrál 10. listopadu 2018 na Severním Kypru mezi reprezentací Sámů a reprezentací Severního Kypru, Sámská reprezentace zvítězila 4:0.

## Reprezentace v CONIFA

### Afrika
- Jorubové
- Biafra
- Katanga
- Kabylové

### Asie
- Východní Turkestán
- Hmongové
- Kašmír
- Kurdistán
- Pákistán All-Stars
- Pandžáb
- Tamilský Ílam
- Tibet

### Evropa
- Abcházie
- Arcach
- Ticino
- Chameria
- Cornwall
- Ostrov Man
- Gozo
- Kárpátalja
- Severní Kypr
- Okcitánie
- Padánie
- Graubünden
- Sámové
- Sardinie
- Jižní Osetie
- Království obojí Sicílie
- Sikulsko
- Západní Arménie

### Severní Amerika
- Liga de Balompié Mexicano
- Cascadia
- Kiskeya
- Indigenous Sport Council of Alberta
- Kuskatan

### Oceánie
- Havaj
- Západní Nová Guinea

### Jižní Amerika
- Arménská komunita v Argentině
- Aymarové
- Guna People
- Mapučové
- Maule
- São Paulo FAD

### Bývalí členové

#### Afrika
- Barawa
- Barotseland
- Sothové
- Čagoské ostrovy
- Dárfúr
- Matabeleland
- Západní Sahara
- Somaliland
- Zanzibar

#### Asie
- Aramejští Syřané
- Karenové
- Lezghian
- Rohingové
- Rjúkú
- Korejci v Japonsku

#### Evropa
- Nicejské hrabství
- Doněcká lidová republika
- Felvidék
- Franky
- Luhanská lidová republika
- Monako
- Okcitánie
- Provence
- Romové
- Sicílie
- Podněstří
- Yorkshire

#### Severní Amerika
- Québec

#### Oceánie
- Kiribati
- Mariya
- Velikonoční ostrov
- Tuvalu

## Vedení
| #                                                | Jméno                               | Země                                | Od             | Do             |
| ------------------------------------------------ | ----------------------------------- | ----------------------------------- | -------------- | -------------- |
| Prezident CONIFA                                 |                                     |                                     |                |                |
| 1                                                | Per-Anders Blind                    | Švédsko                             | 7. června 2013 | Úřadující      |
| Viceprezident CONIFA                             |                                     |                                     |                |                |
| 1                                                | Malcolm Blackburn                   | Ostrov Man, Velká Británie          | 2014           | 2016           |
| 2                                                | Krystof Wenczel                     | Maďarsko                            | 2015           | Úřadující      |
| 3                                                | Dimitri Pagave                      | Abcházie (oficiálně součást Gruzie) | 2016           | Úřadující      |
| Generální tajemník                               |                                     |                                     |                |                |
| 1                                                | Sascha Düerkop                      | Německo                             | 7. června 2013 | 30. dubna 2020 |
| 2                                                | Anglie                              | 30. dubna 2020                      | 2. srpna 2021  |                |
| 3                                                | Piotr Podlewski                     | Polsko                              | 2. srpna 2021  | 7. srpna 2022  |
| 4                                                | Jeroen Zandberg                     | Nizozemsko                          | 7. srpna 2022  | Úřadující      |
| Prezident africké části CONIFA                   |                                     |                                     |                |                |
| 1                                                | Masoud Attai                        | Zanzibar, Tanzanie                  | 7. června 2013 | 2017           |
| 2                                                | Justin Walley                       | Anglie                              | 2017           | 2020           |
| 3                                                | Christian Lubasi Luzongo Kalalaluka | Zambie                              | 2020           | 2022           |
| 4                                                | Ngala Maimo Wajiri                  | Kamerun                             | 2022           | Úřadující      |
| Prezident asijské části CONIFA                   |                                     |                                     |                |                |
| 1                                                | Tariq Abdulrahman                   | Irák                                | 7. června 2013 | 2017           |
| 2                                                | Jens Jockel                         | Německo                             | 2017           | 2020           |
| 3                                                | Motoko Jitsukawa                    | Japonsko                            | 2020           | 2022           |
| 4                                                | Ruby-Ann Kagaoan                    | Filipíny                            | 2020           | Úřadující      |
| Prezident evropské části CONIFA                  |                                     |                                     |                |                |
| 1                                                | Alberto Rischio                     | Itálie                              | 7. června 2013 | Úřadující      |
| Prezident latinskoamerické části CONIFA          |                                     |                                     |                |                |
| 1                                                | Jens Jockel                         | Německo                             | 2013           | 2017           |
| 2                                                | Zam Gutierrez                       | Mexiko                              | 2017           | 2019           |
| 3                                                | Diego Bartolotta                    | Mexiko                              | 2019           | Úřadující      |
| Prezident severoamerické a karibské části CONIFA |                                     |                                     |                |                |
| 1                                                | Mark Dieler                         | Německo                             | 2013           | 2017           |
| 2                                                | Noah Wheelock                       | Kanada                              | 2017           | 2020           |
| 3                                                | Aaron Johnsen                       | Spojené státy americké              | 2020           | Úřadující      |
| Prezident oceánské části CONIFA                  |                                     |                                     |                |                |
| 1                                                | Charles Reklai Mitchell             | Palau                               | 2014           | 2017           |
| 2                                                | Ben Schultz                         | Austrálie                           | 2017           | Úřadující      |
| Ženský fotbal                                    |                                     |                                     |                |                |
| –                                                | Cassie Childers                     | Spojené státy americké              | 6. září 2017   | 2019           |
| 1                                                | Kelly Lindsey                       | Spojené státy americké              | únor 2019      | 28. února 2020 |
| 2                                                | Håkan Kuorak                        | Švédsko                             | 28. února 2020 | ???            |
| 3                                                | Norma Aguilera                      | Mexiko                              | ???            | Úřadující      |
| Mládežnický fotbal                               |                                     |                                     |                |                |
| –                                                | Olufemi Emmanuel Olugbodi           | Nigérie                             | ???            | Úřadující      |